# بوب سايكس (لاعب كرة قاعدة)
بوب سايكس (بالإنجليزية: Bob Sykes)‏ هو لاعب كرة قاعدة أمريكي، ولد في 11 ديسمبر 1954 في نبتون ‏ في الولايات المتحدة.

## وصلات خارجية
- بوب سايكس على موقع دوري كرة القاعدة الرئيسي (الإنجليزية)
- بوب سايكس على موقعبيزبول رفرنس.كوم (الدوري الرئيسي) (الإنجليزية)
- بوب سايكس على موقعبيزبول رفرنس.كوم (الدوري الثانوي) (الإنجليزية)